# Verletzung des höchstpersönlichen Lebensbereichs und von Persönlichkeitsrechten durch Bildaufnahmen

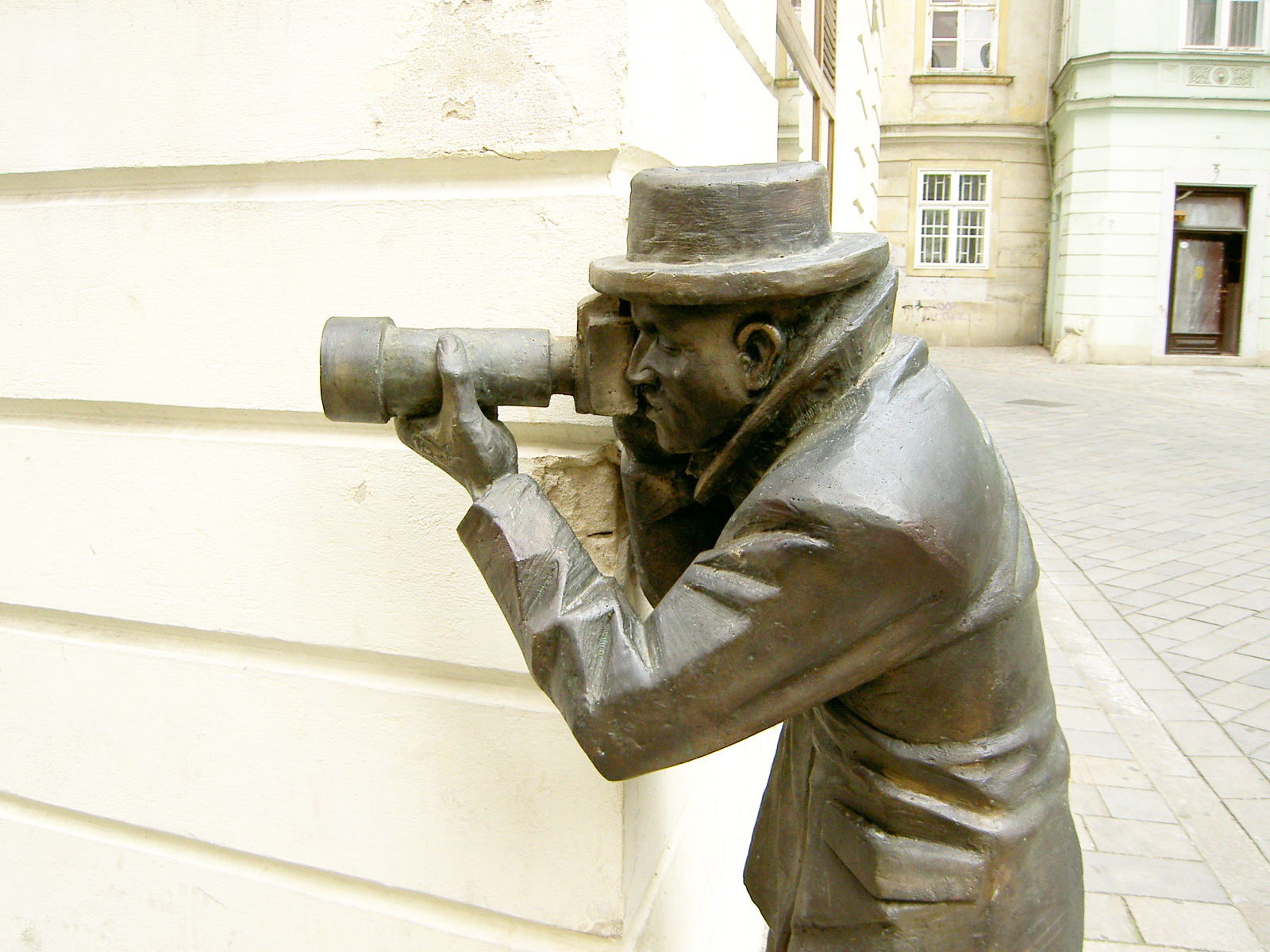
Paparazzo (Bronze-Statue)

Die Verletzung des höchstpersönlichen Lebensbereichs und von Persönlichkeitsrechten durch Bildaufnahmen ist in Deutschland gemäß § 201a Strafgesetzbuches (StGB) ein Vergehen, das mit Freiheitsstrafe bis zu zwei Jahren oder Geldstrafe bestraft werden kann.

## Wortlaut
(1) Mit Freiheitsstrafe bis zu zwei Jahren oder mit Geldstrafe wird bestraft, wer
1.  von einer anderen Person, die sich in einer Wohnung oder einem gegen Einblick besonders geschützten Raum befindet, unbefugt eine Bildaufnahme herstellt oder überträgt und dadurch den höchstpersönlichen Lebensbereich der abgebildeten Person verletzt,
2. eine Bildaufnahme, die die Hilflosigkeit einer anderen Person zur Schau stellt, unbefugt herstellt oder überträgt und dadurch den höchstpersönlichen Lebensbereich der abgebildeten Person verletzt,
3. eine Bildaufnahme, die in grob anstößiger Weise eine verstorbene Person zur Schau stellt, unbefugt herstellt oder überträgt,
4. eine durch eine Tat nach den Nummern 1 bis 3 hergestellte Bildaufnahme gebraucht oder einer dritten Person zugänglich macht oder
5. eine befugt hergestellte Bildaufnahme der in den Nummern 1 bis 3 bezeichneten Art wissentlich unbefugt einer dritten Person zugänglich macht und in den Fällen der Nummern 1 und 2 dadurch den höchstpersönlichen Lebensbereich der abgebildeten Person verletzt.
(2) Ebenso wird bestraft, wer unbefugt von einer anderen Person eine Bildaufnahme, die geeignet ist, dem Ansehen der abgebildeten Person erheblich zu schaden, einer dritten Person zugänglich macht. Dies gilt unter den gleichen Voraussetzungen auch für eine Bildaufnahme von einer verstorbenen Person.
(3) Mit Freiheitsstrafe bis zu zwei Jahren oder mit Geldstrafe wird bestraft, wer eine Bildaufnahme, die die Nacktheit einer anderen Person unter achtzehn Jahren zum Gegenstand hat,
1. herstellt oder anbietet, um sie einer dritten Person gegen Entgelt zu verschaffen, oder
2. sich oder einer dritten Person gegen Entgelt verschafft.
(4) Absatz 1 Nummer 2 und 3, auch in Verbindung mit Absatz 1 Nummer 4 oder 5, Absatz 2 und 3 gelten nicht für Handlungen, die in Wahrnehmung überwiegender berechtigter Interessen erfolgen, namentlich der Kunst oder der Wissenschaft, der Forschung oder der Lehre, der Berichterstattung über Vorgänge des Zeitgeschehens oder der Geschichte oder ähnlichen Zwecken dienen.

## Urfassung 2004
Die ursprüngliche Fassung der Vorschrift, durch die nur Personen, die sich in einer Wohnung oder einem gegen Einblick besonders geschützten Raum (z. B. Toiletten- oder Umkleidekabine) aufhielten, trat am Tag nach seiner Verkündung, also am 6. August 2004 in Kraft (BGBl. I S. 2012). Der Gesetzgeber begründete im Gesetzentwurf den damals neuen Tatbestand damit, dass § 33 KUG (der einen Verstoß gegen § 22, § 23 KUG auf Antrag unter Strafe stellt) nicht ausreichend sei. Denn diese Vorschrift bestrafe nur die Verbreitung und öffentliche Zurschaustellung von unbefugten Bildaufnahmen, nicht jedoch die unbefugte Herstellung und Weitergabe an Dritte. Zudem beende der neue Paragraph die Ungleichbehandlung zwischen der Verletzung der Vertraulichkeit des Wortes (§ 201 StGB) und dem Schutz vor unbefugten Bildaufnahmen.
§ 201a StGB ist wegen Kamera-Handys auch für den schulischen Bereich relevant (Umkleidekabinen, Toiletten usw.). Derartige Handys verleiten besonders Jugendliche zum Anfertigen von heimlichen Aufnahmen.

## Kritik

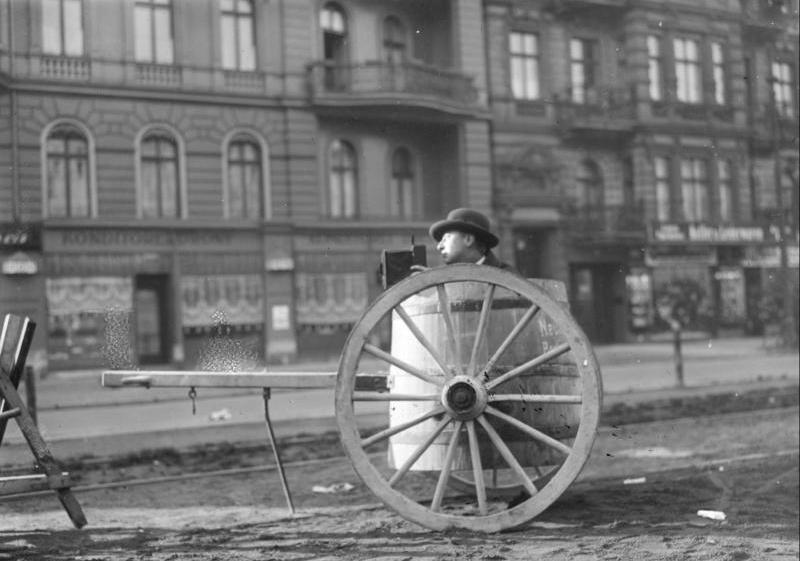
Pressefotograf versteckt sich in einer Wassertonne, um 1930

Bereits im Gesetzgebungsverfahren haben zahlreiche Medienrechtler vergeblich versucht, die Einführung des Paragrafen (auch „Paparazzi-Paragraf“ genannt) zu verhindern. Die Regelung „trifft den Undercover-Journalismus im Kern“, schrieb der Enthüllungsjournalist Hans Leyendecker. Denn Journalisten, die mit versteckter Kamera filmen, machten sich nun möglicherweise strafbar, so Leyendecker. Zudem sind die Tatbestandsmerkmale des „höchstpersönlichen Lebensbereichs“ und des „besonders geschützten Raumes“ Neuschöpfungen des Gesetzgebers, die die Rechtsprechung erst einmal ausfüllen muss.

## Verschärfungen 2015 und 2021
Nach der Edathy-Affäre gab Justizminister Heiko Maas insbesondere wegen der Umsetzung europäischer Vorgaben zum Sexualstrafrecht eine Verschärfung des Strafgesetzbuchs in Auftrag. Während in seinem Entwurf die unbefugte Herstellung und Verbreitung von Fotos unbekleideter Personen strafbar geworden wäre, wurde dieser Absatz im Bundestag noch verändert: Mit Inkrafttreten der Neufassung am 27. Januar 2015 wurden mehrere Ziffern an den Paragraphen angehängt und die Höchststrafe wurde von einem auf zwei Jahre erhöht. Strafbar wurden das Herstellen und Verbreiten von Aufnahmen, die die Hilflosigkeit einer anderen Person zur Schau stellen, und das Zugänglichmachen von Aufnahmen, die geeignet sind, dem Ansehen der abgebildeten Person erheblich zu schaden, für Dritte. Der Verkauf und Erwerb von Aktfotos Minderjähriger gegen Entgelt wurde komplett verboten, die im Entwurf im Mittelpunkt stehende Befugnis wird nun außer Acht gelassen. Allerdings gibt es für all diese neuen Bestimmungen Ausnahmeregelungen, die die Kunst, Wissenschaft, Forschung und Berichterstattung betreffen.
Der § 201a StGB wurde vom absoluten zum relativen Antragsdelikt (die Staatsanwaltschaft kann nun bei besonderem öffentlichen Interesse an der Strafverfolgung, z. B. bei Taten gegen Kinder, auch ohne Strafantrag einschreiten) wie sich aus § 205 StGB ergibt. Mit der Änderung wurden Absatz 1 und 2 des § 201a StGB in den Kreis der Privatklagedelikte (§ 374 Abs. 1 StPO) aufgenommen.
Seit 1. Januar 2021 werden auch Verstorbene gegen Bildaufnahmen geschützt, die sie in grob anstößiger Weise zur Schau stellen. Durch die Formulierung „grob anstößig“ soll verhindert werden, dass das Fotografieren aufgebahrter Verstorbener strafbar wird.

## Befugnis
Die Absätze 1 und 2 beziehen sich nur auf "unbefugt" Handelnde. Die Befugnis kann sich entweder aus der Einwilligung der abgebildeten Person oder bei Kindern (unter 14 Jahren) aus der Einwilligung des gesetzlichen Vertreters ergeben.

## Rechtsprechung
Mit Beschluss vom Juli 2020 entschied der Bundesgerichtshof, dass auch unbefugtes Weiterverbreiten von Selbstaufnahmen (vgl. Selfie) strafbar sein könne. § 201a Abs. 1 Nr. 4 StGB (entspricht nunmehr § 201a Abs. 1 Nr. 5 StGB) setzte nicht voraus, dass die „befugt hergestellte Bildaufnahme“ von einem anderen als dem Tatopfer hergestellt worden sei.

## Statistik
Die Polizeiliche Kriminalstatistik für Deutschland weist frühestens seit 2009 unter dem Schlüssel 670034 die Straftaten nach § 201a StGB aus, für 2009 bundesweit 2001 Fälle, 2013/2014 bundesweit 4500 bzw. 5600 Fälle aus, die Hälfte der Tatverdächtigen waren zwischen 14 und 21 Jahren alt. In manchen Statistiken, insbesondere vor 2009 wird nur unter dem Schlüssel 670000 „Sonstige Straftaten“ subsumiert.
Im Jahre 2012 wurden aufgrund von § 201a StGB 151 Personen nach Allgemeinem Strafrecht verurteilt, 1 zu Haft, 6 zu Haft auf Bewährung, 144 Geldstrafen, davon 11 über 90 Tagessätze, hinzu kamen 11 nach Jugendstrafrecht, alle zu Zuchtmitteln. Im Jahre 2018 etwa 500 Abgeurteilte, davon 100 nach Jugendstrafrecht: 338 Verurteilungen nach Allgemeinem Strafrecht, davon 1 zu Haft, 15 Haft auf Bewährung, 322 zu Geldstrafen, davon 38 über 90 Tagessätze, ferner 45 Verurteilungen nach Jugendstrafrecht.